# Danielle Bird
Danielle Bird (1980) è un'ex sciatrice alpina canadese.

## Biografia
Attiva dal gennaio del 1996, in Nor-Am Cup la Bird esordì il 7 dicembre 1997 a Lake Louise in supergigante (21ª), ottenne il miglior piazzamento pochi giorni dopo, il 12 dicembre, nella medesima località in discesa libera (4ª) e prese per l'ultima volta il via il 19 marzo 2000 a Rossland in slalom speciale, senza completare la gara. Si ritirò durante la stagione 2001-2002 e la sua ultima gara fu uno slalom speciale universitario disputato il 26 gennaio a Winter Park; non debuttò in Coppa del Mondo né prese parte a rassegne olimpiche o iridate.

## Palmarès

### Nor-Am Cup
- Miglior piazzamento in classifica generale: 11ª nel 2000